# كوينتن جاكسون
كوينتن جاكسون (بالإنجليزية: Quentin Jackson)‏ هو عازف جاز أمريكي، ولد في 13 يناير 1909 في سبرينغفيلد في الولايات المتحدة، وتوفي في 2 أكتوبر 1976 في نيويورك في الولايات المتحدة.

## وصلات خارجية
- كوينتن جاكسون على موقع IMDb (الإنجليزية)
- كوينتن جاكسون على موقع ميوزك برينز (الإنجليزية)
- كوينتن جاكسون على موقع أول ميوزيك (الإنجليزية)
- كوينتن جاكسون على موقع ديسكوغز (الإنجليزية)